# 닛산 세피로
닛산 세피로(Nissan Cefiro)는 일본의 자동차 제조사 닛산의 중형 승용차이다.

## 1세대 (A31)

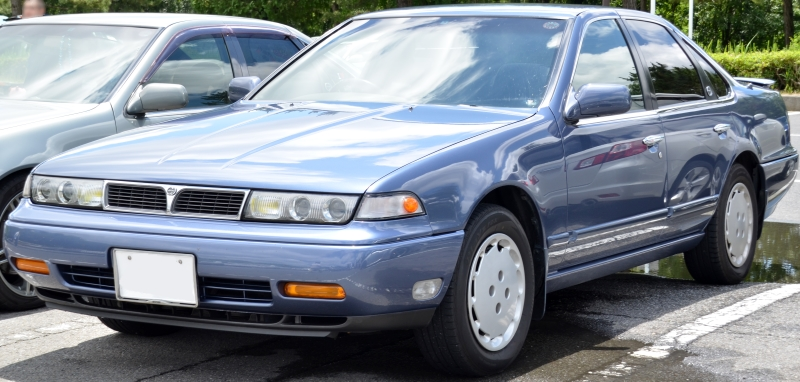
닛산 세피로 후기형 정측면

당시 같이 개발 중에 있었던 R32 스카이라인의 플랫폼을 선행 적용한 후륜구동 방식의 중형차로 개발되었으며, 스탄자의 후속 차종으로 출시되었다. 고객의 기호에 따라서 엔진(3가지), 서스펜션(3가지), 트랜스미션(2가지), 내장재(3가지), 내장색(2가지), 외장색(9가지) 등을 조합해 주문할 수 있는 세미 주문 방식인 세피로 코디네이션이 운영되었으며, 발매 당시의 편성은 810가지가 있었다. 버블 경제 시기의 닛산 자동차를 상징하는 명차이자 버블 붕괴 후 경영이 악화된 닛산 자동차를 지지한 차종 중 하나이기도 했다. 역대 세피로 중 유일하게 4륜구동을 장착하였다. 개발 초기에는 실비아의 세단형 모델로 계획되었지만, 잘 팔리지 않을 것 같다는 사내의 목소리에 세피로라는 명칭으로 변경하였다고 한다.

## 2세대 (A32)

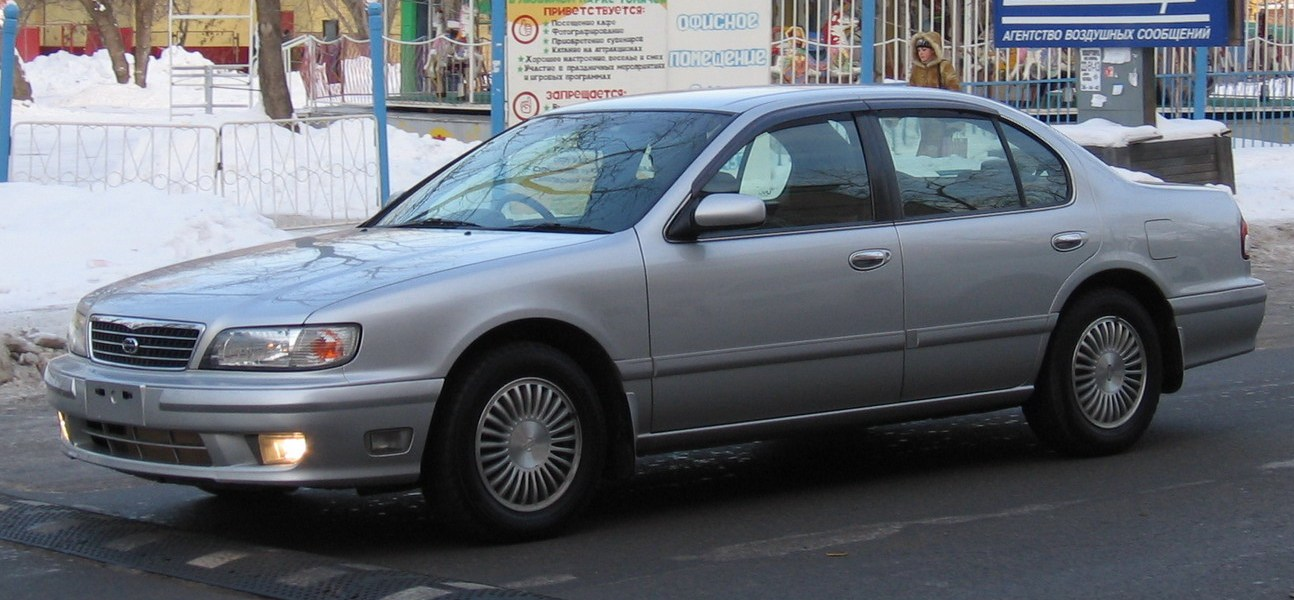
닛산 세피로 후기형 정측면

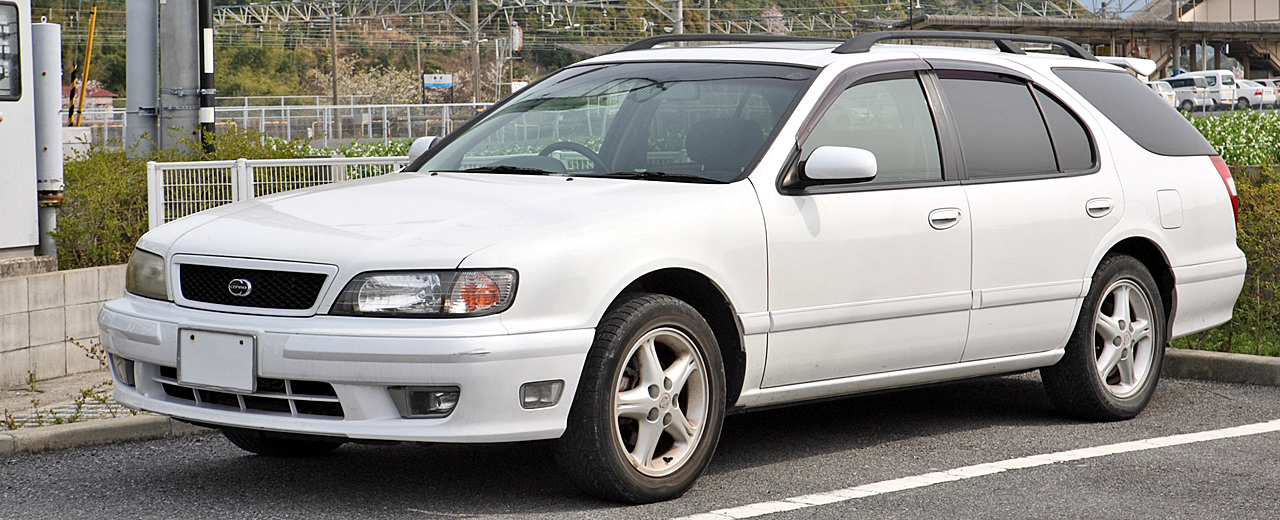
닛산 세피로 왜건 정측면

후륜구동이었던 1세대와 달리, 2세대부터는 맥시마와 통합하면서 전륜구동으로 바뀌었다. 라인업은 크게 디쉬 타입 알루미늄 휠, 풋 브레이크, 크롬 라디에이터 그릴 등이 적용된 럭셔리 지향의 엑시모와 스포크 타입 알루미늄 휠, 핸즈 브레이크, 바디 컬러 라디에이터 그릴 등이 적용된 스포티 지향의 S 투어링 등 2가지로 나뉘었다. 넓은 실내 공간, 심플한 디자인, 승차감이 좋은 리어 멀티 링크 서스펜션 등이 적용되며, 닛산의 어퍼 미들 세단으로서는 대성공을 거두었다. 북미 등 해외 시장에서는 맥시마/맥시마 QX와 인피니티 I30으로 판매되었다. 1997년에는 스테이션 왜건도 추가되었고, 세단과는 달리 자동변속기만 적용되었으며 2000년까지 생산되었다. 세단이 단종될 무렵인 1998년에 대한민국의 삼성자동차가 이 차를 베이스로 하여 개발한 SM5를 출시하였다.

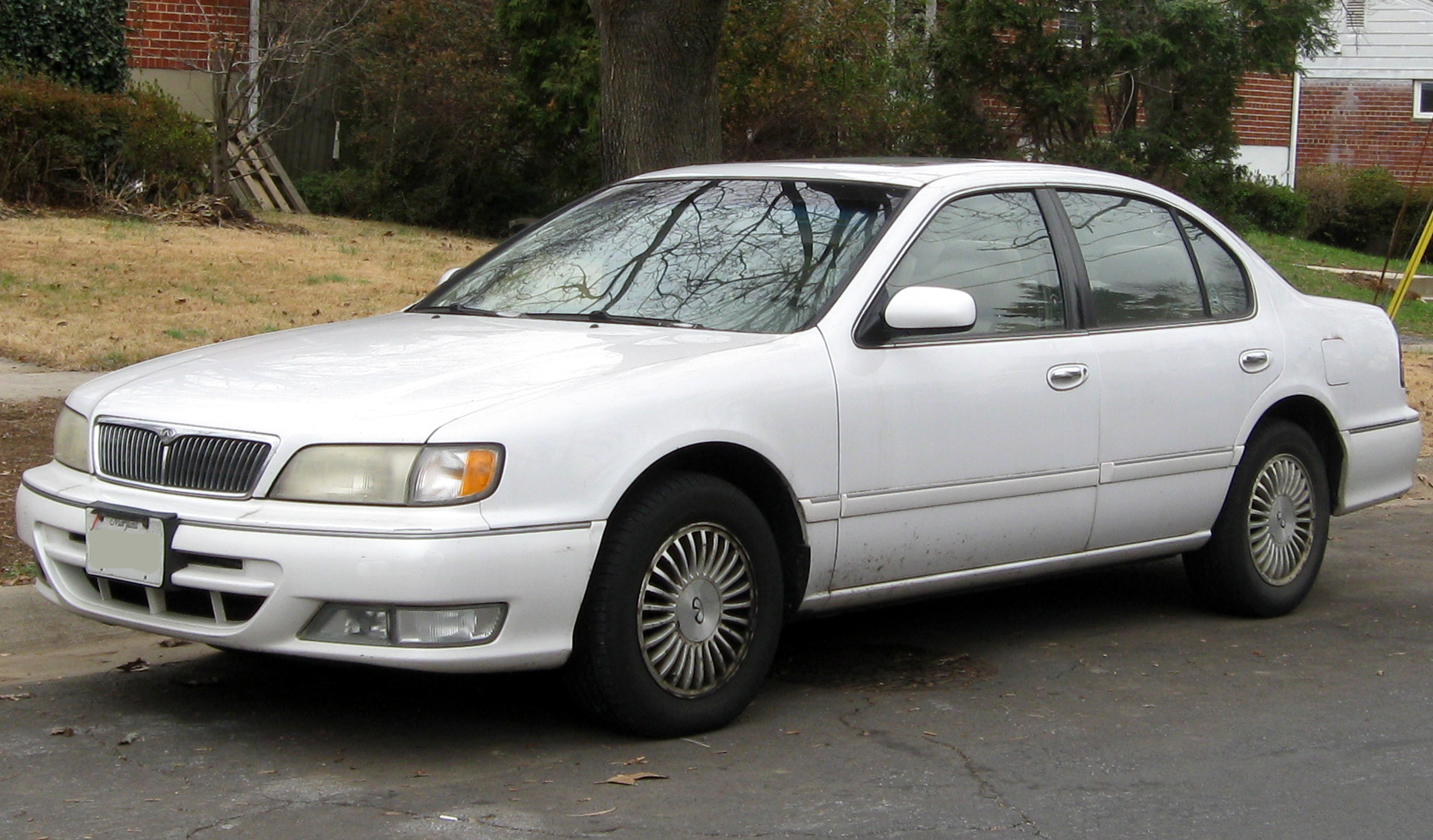
인피니티 I30
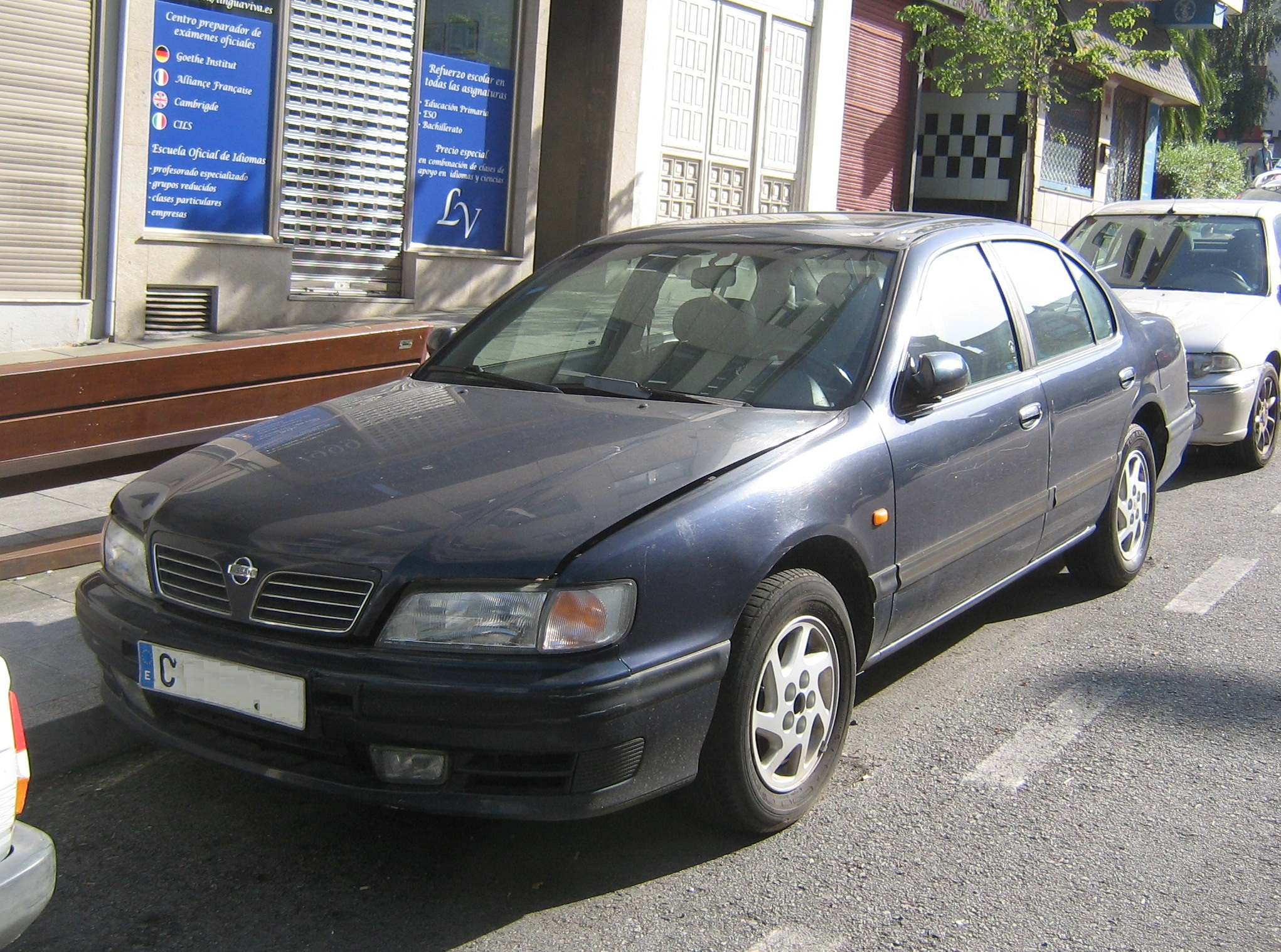
닛산 맥시마 QX
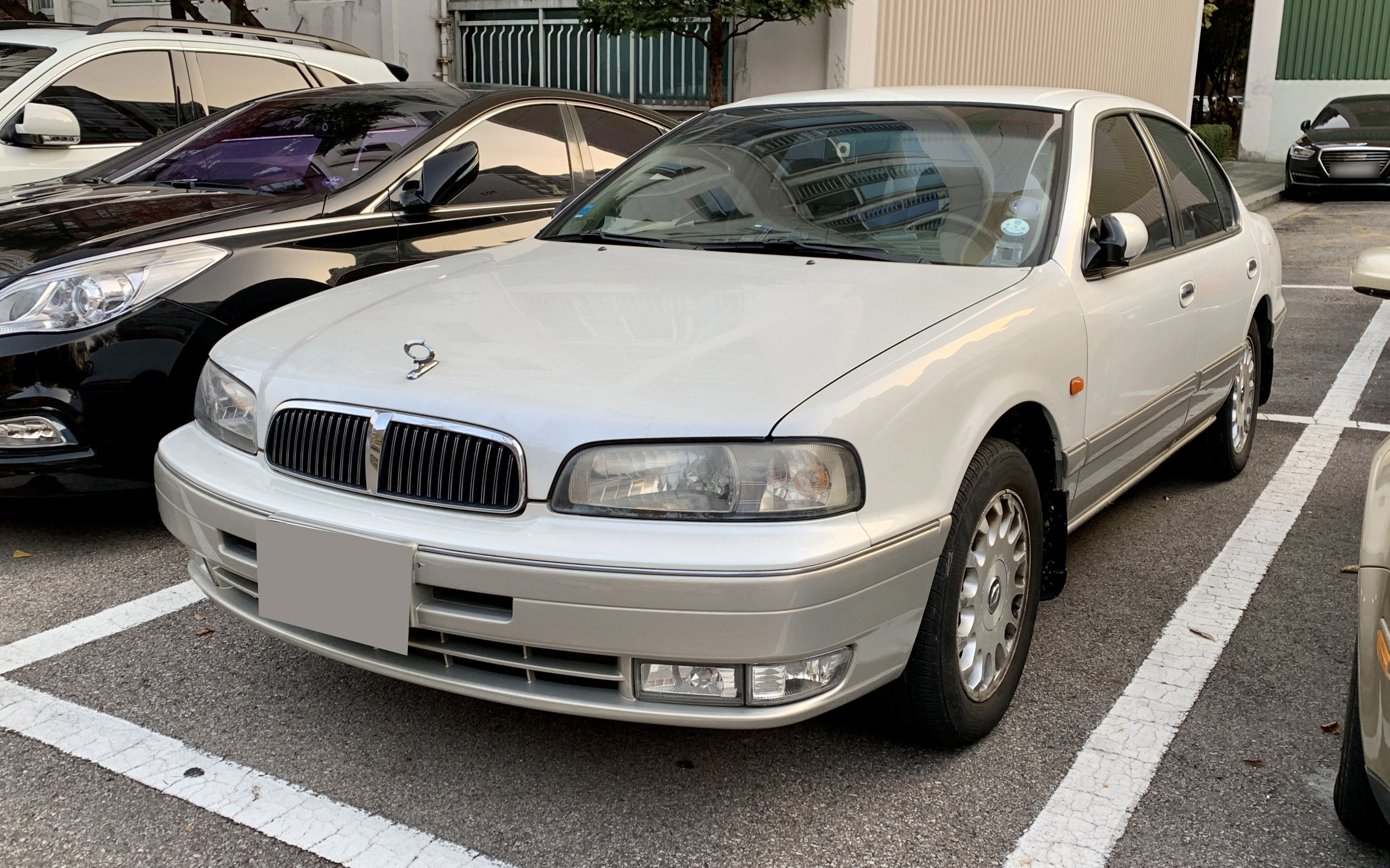
르노삼성 SM525V

## 3세대 (A33)

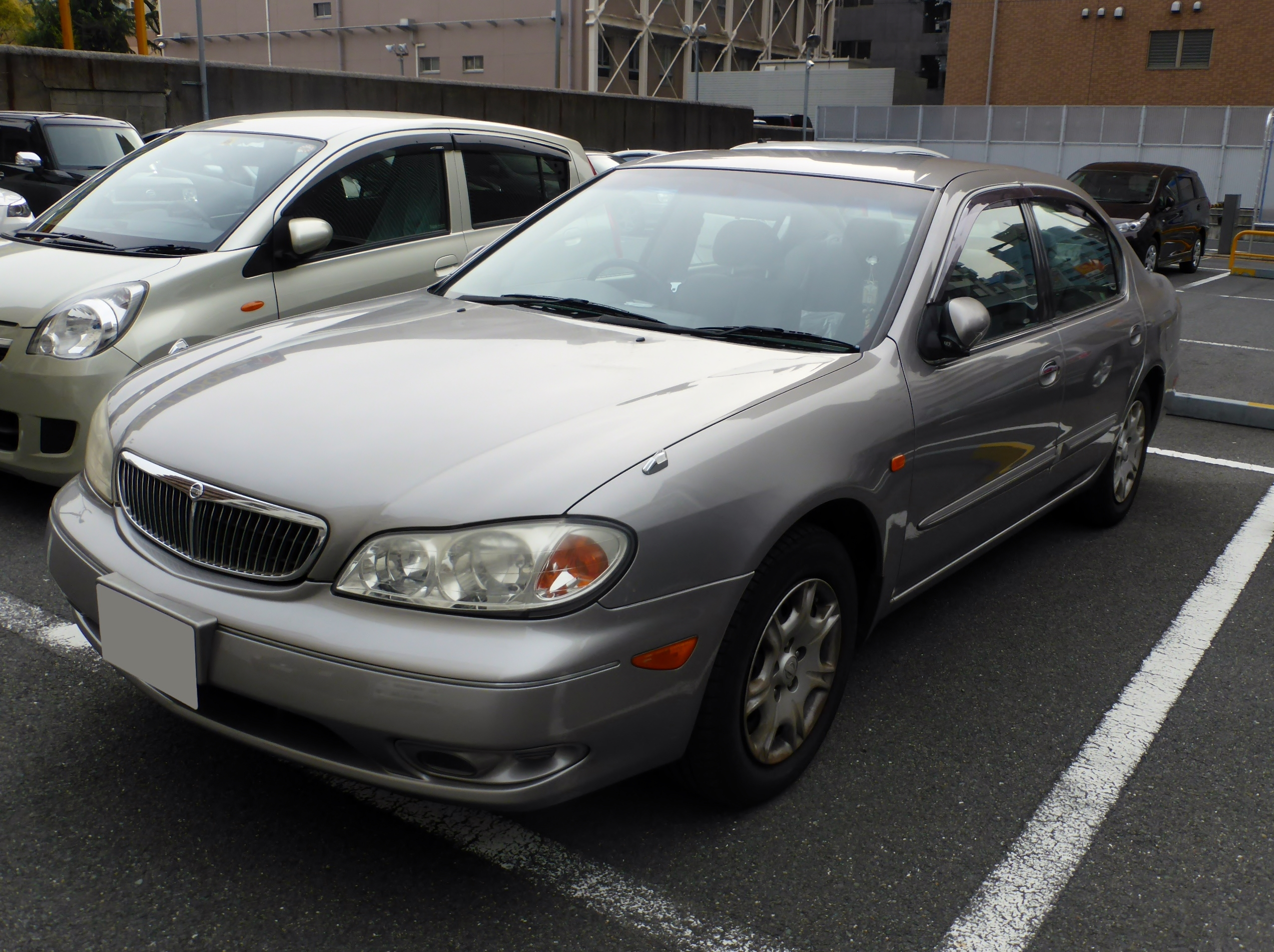
닛산 세피로 후기형 정측면

1999년부터 생산되었고, 플랫폼은 기존에 사용하였던 것을 재활용하였다. 디자인은 돌고래를 모티브로 하였고, 1세대부터 계속 적용된 세피로의 첫 글자 C와 끝 글자 O를 모티브로 해 결합한 엠블렘 대신 닛산 자동차 엠블렘으로 바꾸었다. 2001년 1월에는 라디에이터 그릴과 범퍼를 인피니티 I30과 비슷한 것으로 변경하면서 전장이 4,920mm로 늘어났으며, S투어링 사양을 삭제하였다. 2003년 일본에서는 후속 차종인 티아나의 출시로 인해 단종되었으나, 홍콩 등 일부 시장에서는 티아나에도 세피로라는 명칭을 계속 사용하였다. 또한 필리핀과 이란에서는 각각 2008년과 2012년까지 생산되었다.

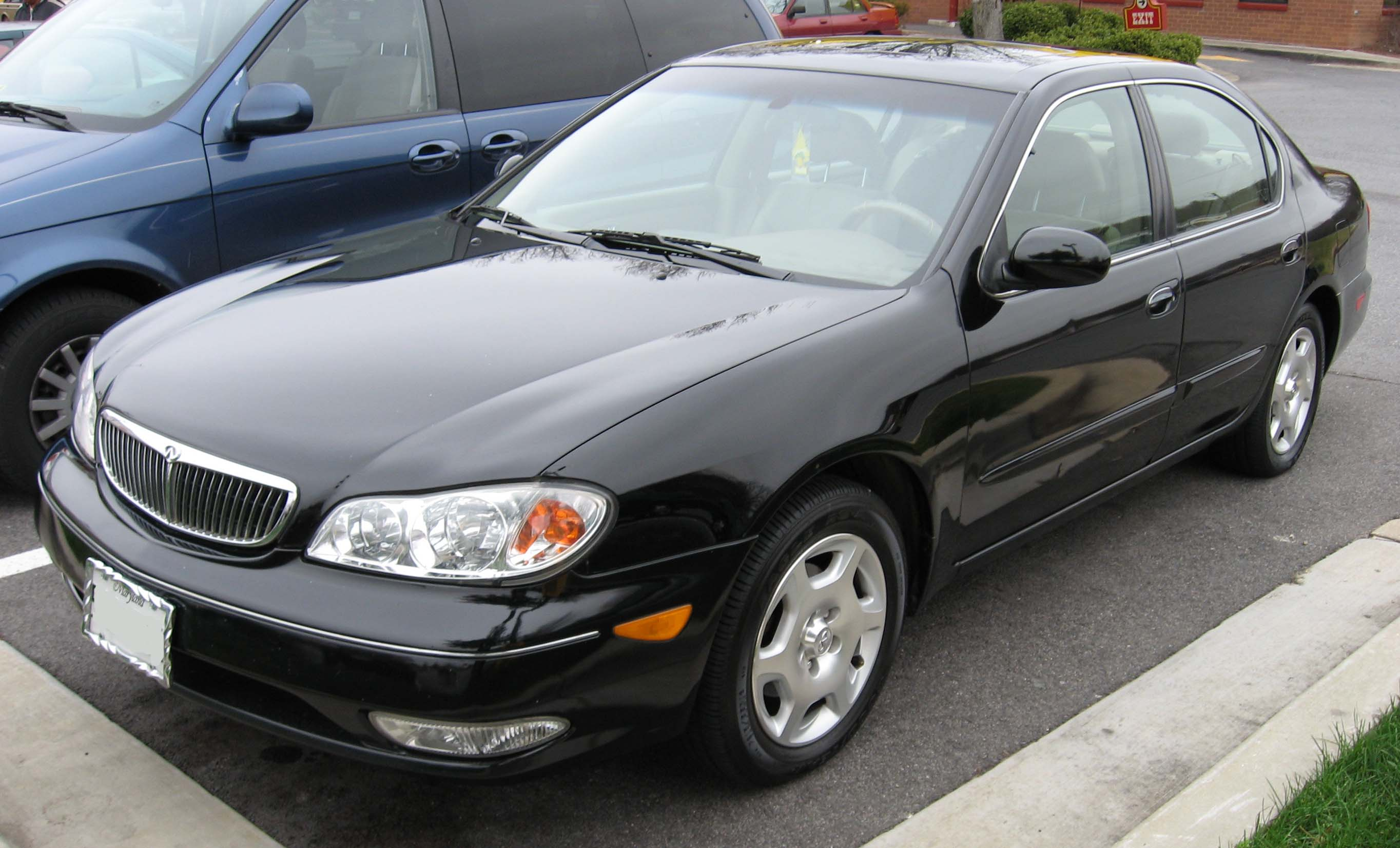
인피니티 I30
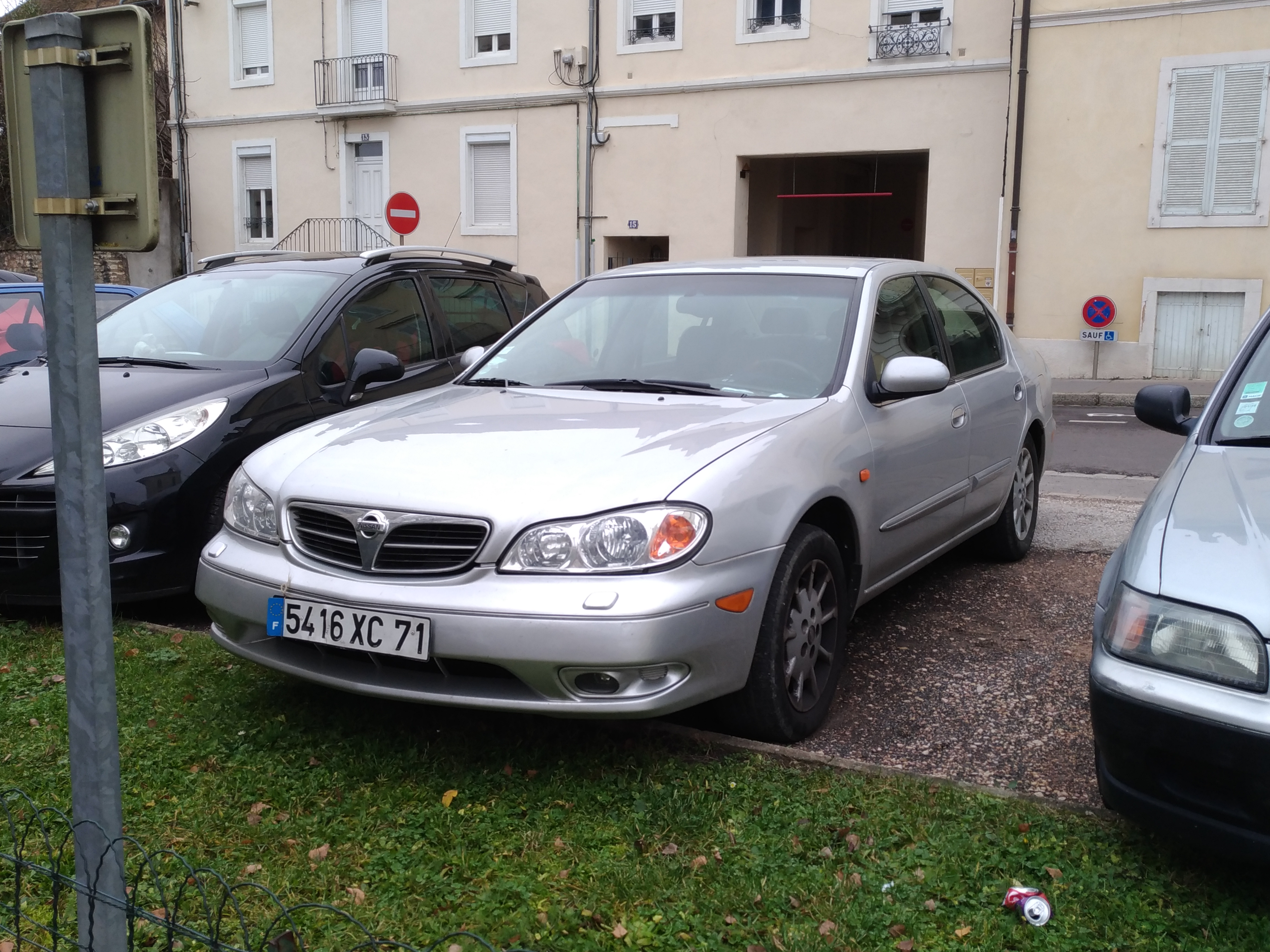
닛산 맥시마 QX